# 磁気共鳴力顕微鏡
磁気共鳴力顕微鏡（じききょうめいりょくけんびきょう、Magnetic resonance force microscopy :MRFM）とは高周波を試料に印加して核磁気共鳴信号を検出して画像を得る顕微鏡。

## 概要
固体試料に埋もれた単一電子により生じる微小な磁気信号を直接検出する。
核磁気共鳴画像法と同様に勾配磁場コイルで勾配磁場を印加して核磁気共鳴信号を検出して画像を得るMRマイクロスコピーとは撮像方法が全く異なり、高周波コイルから100MHz程度のスピン励起のための交流磁界を試料に印加して先端に磁気探針の付いたカンチレバーを走査してカンチレバーに生じる微小な力を検出して画像を得る。そのため、MRマイクロスコピーよりも解像度が高く、90nmの解像度が報告されている。一部を除き、大半のMRFMは極低温で真空中で使用される。順次走査する事により、3次元の画像も得られる。
当初は蛋白質の分子構造を直接画像化できる可能性が期待されたが、空間分解能を10nm以下にする事は困難だった。

## 原理
原理は核磁気共鳴分光計と原子間力顕微鏡(AFM)を組み合わせた構造で、高周波を試料に印加して試料中の原子の方向を揃えて核磁気共鳴信号を検出して画像を得る。
固定されたカンチレバーの先端に試料を置いて磁気探針を走査してカンチレバーのたわみを検出する形式と先端に磁性体の付いた固定式のカンチレバーを使用して移動式の台に固定された試料の移動により走査する形式の2系統がある。それぞれの形式には一長一短がある。

## カンチレバー上に試料を設置する形式
カンチレバーの先端に試料を設置して、X-Y方向に最大100μmまで走査される圧電駆動素子にセットされている磁気探針は試料のスピンに作用する磁気力を発生するためと像の空間分解能を得るために磁場勾配を発生する。スピン励起交流磁場と磁気勾配により発生したNMR力はカンチレバーにナノメートルスケールのたわみを生じるので、これを光ファイバー干渉計により測定して振動振幅はロックインアンプにより増幅されて検出される。

### 長所
- 原理が比較的単純。

### 短所
- カンチレバー上に設置する試料の大きさに制限がある。
- 微細構造のカンチレバーなので繊細な試料の設置には困難が伴う。

## 移動式の試料台上に試料を設置する形式
固定されたカンチレバーの先端には強力な磁性粒子の磁性探針があり、カンチレバーはシリコン製で毛髪の1000分の1の厚みで毎秒約5kHzで振動する。高周波数で振動している磁界を、画像として映し出されるスピンが自ずと歳差運動する程度に調整するとスピンの磁極がカンチレバーの振動に合わせて反転を繰り返すのでカンチレバーの振動周波数の変移を干渉計で検出してかかる力を算出する。試料台がX-Y方向に移動して画像を得る。

### 長所
- 比較的高感度。
- 試料の大きさの制限が比較的緩い。

### 短所
- 難易度がやや高い。

## 用途
- 生体組織の観察
- 非破壊検査